# Служба гражданства и иммиграции США
Служба гражданства и иммиграции США (англ. United States Citizenship and Immigration Services, USCIS) — подразделение Министерства внутренней безопасности США, ведающее вопросами иммиграционной политики и гражданства.
Выполняет многие административные функции, ранее находившиеся в юрисдикции Службы иммиграции и натурализации (INS), входившей в состав Министерства юстиции США. Приоритетными задачами USCIS являются содействие национальной безопасности, устранение очереди в рассмотрении заявок на иммиграцию, а также улучшение обслуживания клиентов. USCIS возглавляет директор, который подчиняется непосредственно заместителю министра внутренней безопасности США.

## Персонал
В 250 офисах USCIS по всему миру работают 18 000 федеральных служащих и наёмных сотрудников.

## Функции
USCIS занимается обработкой ходатайств на получение  виз, запросов на натурализацию, предоставления убежища, заявлений беженцев, а также вопросами адъюдикации решений, вынесенных центрами обслуживания заявителей и иными вопросами, имеющими отношение к иммиграционной политике США.